# Horloge fleurie de Genève

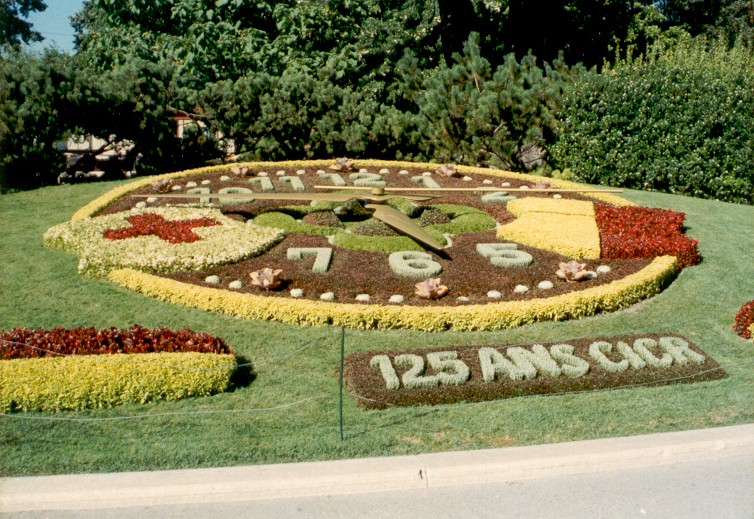
Die Horloge, dekoriert zum 125. Geburtstag des IKRK

Die Horloge fleurie (deutsch: Blumenuhr) ist ein Monument im Jardin Anglais in Genf. Es handelt sich um eine mit Blumen dekorierte Uhr.

## Lage und Beschreibung
Die Uhr befindet sich am Eingang des Jardin Anglais, am Ausgang des Pont du Mont-Blanc. Sie umfasst ungefähr 12'000 Blumen, welche nach Jahreszeit arrangiert werden. Die Zeiger haben eine Länge von 2,5 Metern und verfügen über eine satellitengestützte elektronische Zeiteinstellung.
Sie wird teilweise als Symbol für manche Botschaften verwendet, insbesondere wurde sie mehrmals in den Farben des IKRK dekoriert.

## Geschichte
Die Anlage wurde im Jahr 1955 unter der Leitung des bekannten Landschaftsarchitekten Armand Auberson errichtet. Aufgrund der in den ersten Jahren ihres Bestehens immer grösser werdenden Besucherzahlen wurde sie 1992 leicht weiter in den Park verlegt. Die letzte Renovierung fand 2017 statt, wobei neue Zeiger von Patek Philippe eingebaut wurden.

## Galerie

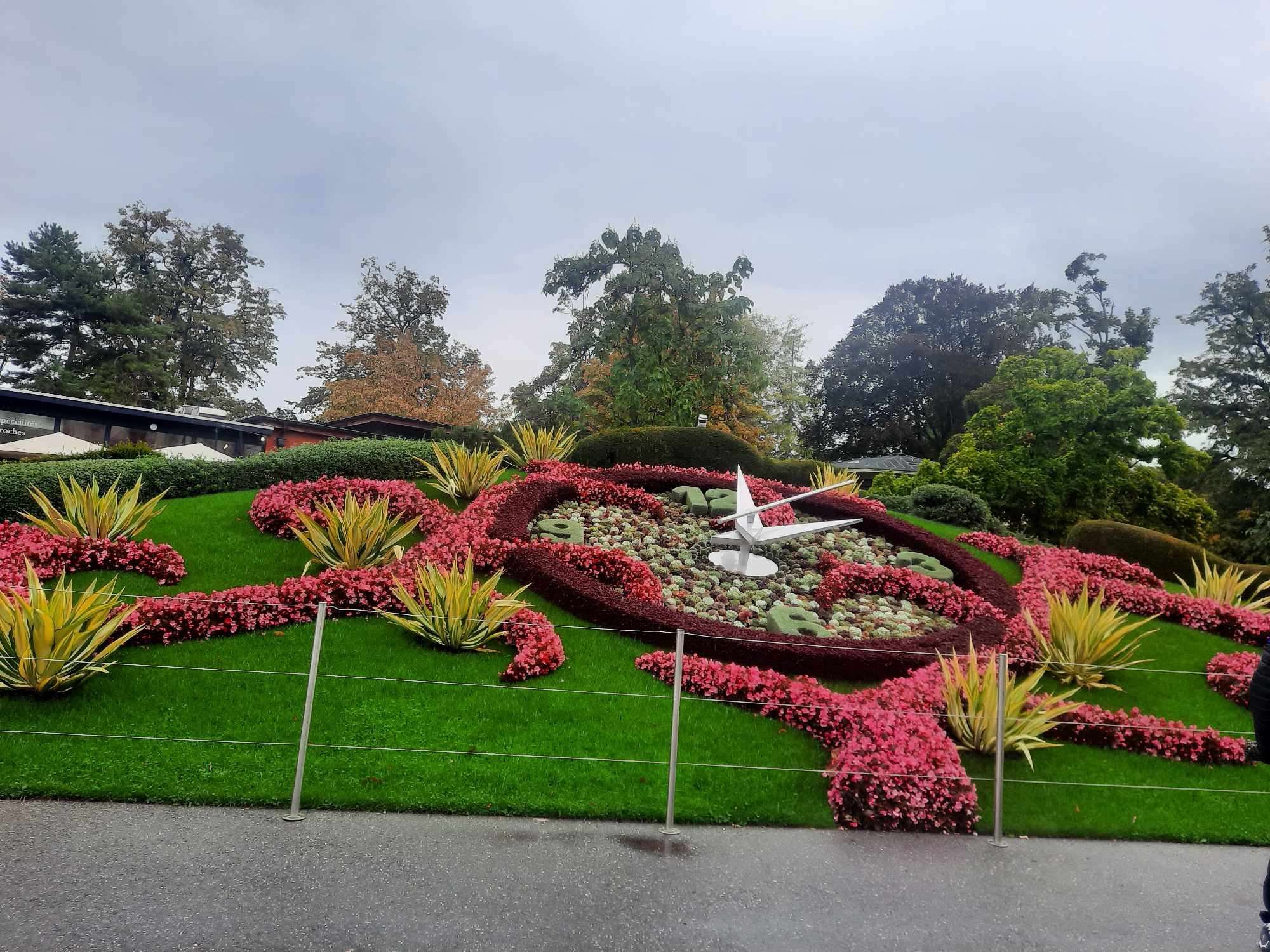
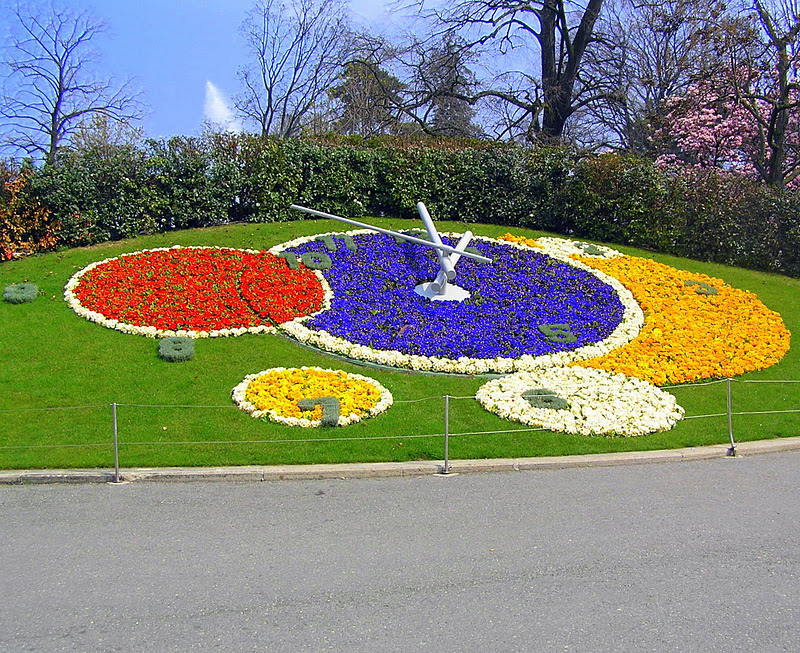
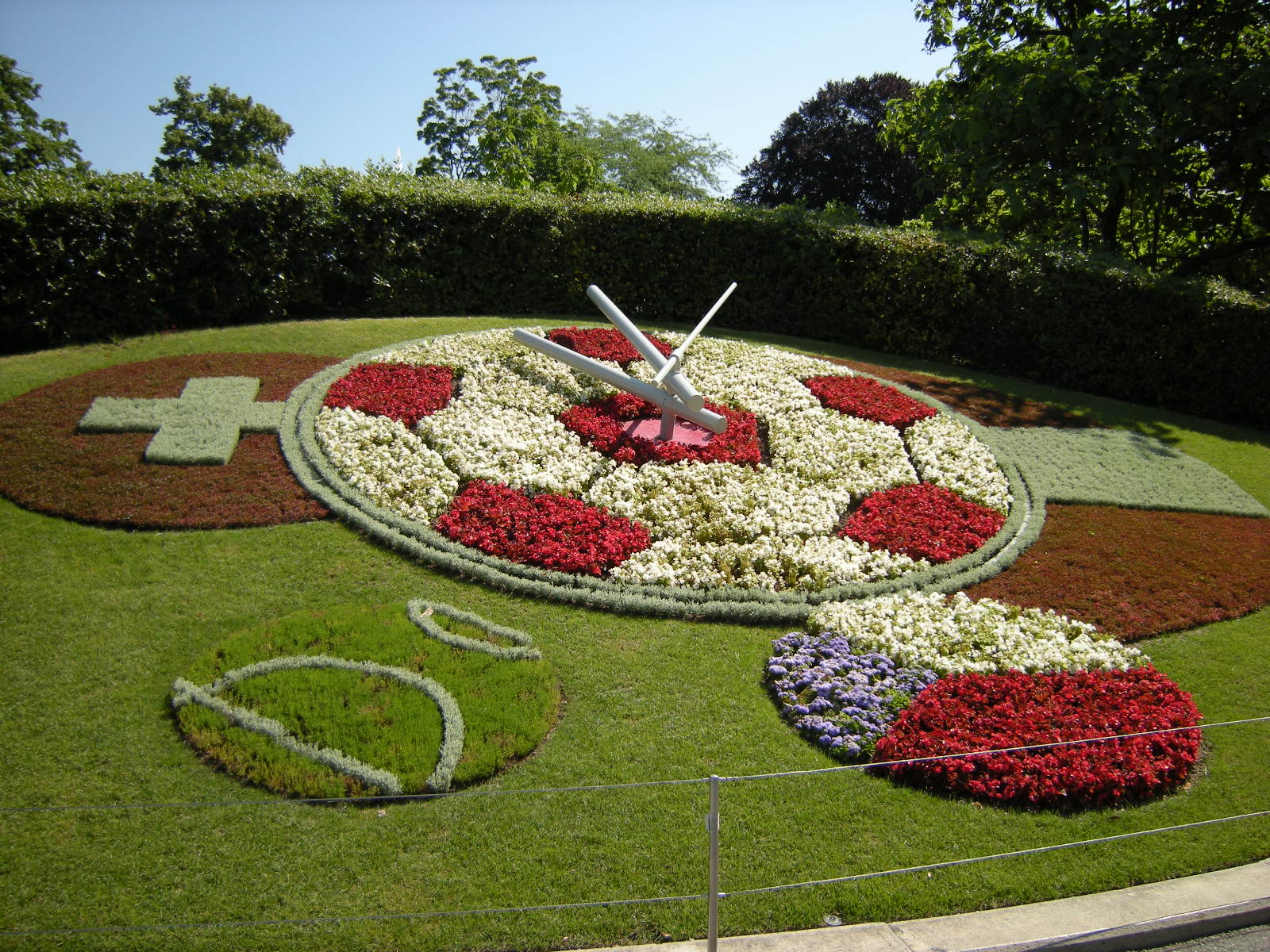
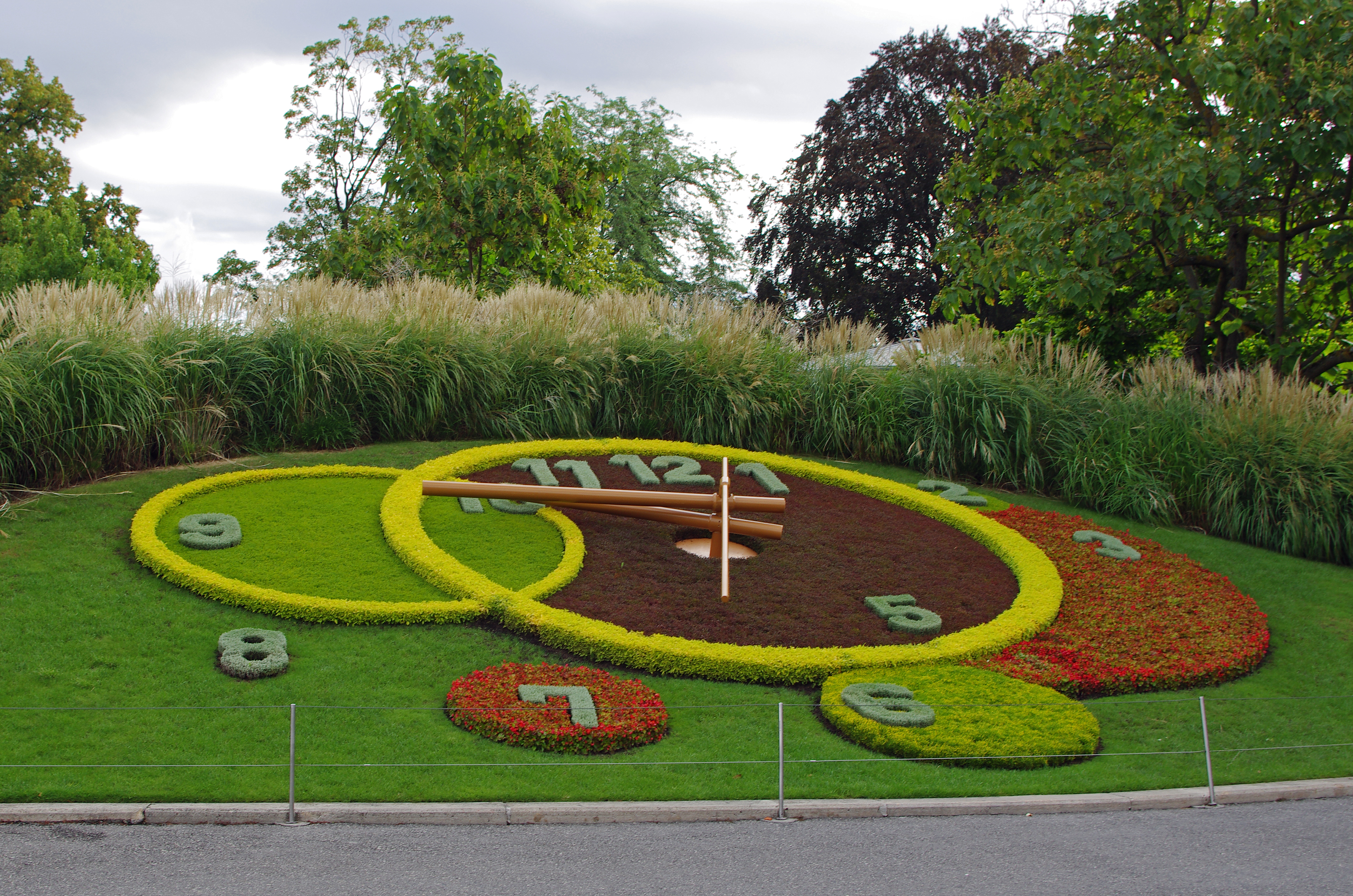